# 323552 Trudybell
323552 Trudybell è un asteroide della fascia principale. Scoperto nel 2004, presenta un'orbita caratterizzata da un semiasse maggiore pari a 3,0903620 UA e da un'eccentricità di 0,0722549, inclinata di 16,04704° rispetto all'eclittica.